# أوقستو نيكولاس مارتينيز
أوقستو نيكولاس مارتينيز هو متسلق جبال وجيولوجي إكوادوري، ولد في 28 مارس 1860، وتوفي في 19 مارس 1946.